# Sperillbanen
La ligne de Sperill ( norvégien : Sperillbanen) est une ancienne ligne de chemin de fer abandonnée qui traversait Ringerike dans le comté de Buskerud, en Norvège .
La ligne de 24,9 km comptait cinq gares. Elle commençait à la Gare de Hen sur la ligne de Randsfjord et continuait jusqu'au lac Sperillen où elle était reliée à un ferry au port de Finstad. La ligne ferroviaire avait des gares et des haltes à Hallingby, Somma et Ringmoen à l'extrémité sud du lac Sperillen.
Décision est prise au Storting de créer la ligne en 1921. Elle est inaugurée le 31 juillet 1926. Elle sera fermée quelques années plus tard, le 1er juin 1933 au trafic passager mais continuera de transporter des marchandises jusqu'au 1er août 1957.
Le navire à vapeur DS Bægna fournissait un service de transport des personnes et de fret de l'extrémité sud du lac Sperillen au nord de ce dernier. Bægna est entré en service après son voyage inaugural le 13 octobre 1868 et a continué le trafic jusqu'en 1929, date à laquelle il a été remplacé par un navire à moteur, le DS Spirillen . En 1921, le Parlement a voté la construction d'un chemin de fer entre la ligne de Randsfjord et un nouveau port à Finsand sur le lac Sperillen pour être connecté au ferry. En 1933, le service de passagers sur la voie ferrée a pris fin, tout comme celui du navire sur le lac Spirillen. Les trains de marchandises sur la voie ferrée ont été arrêtés en 1957.

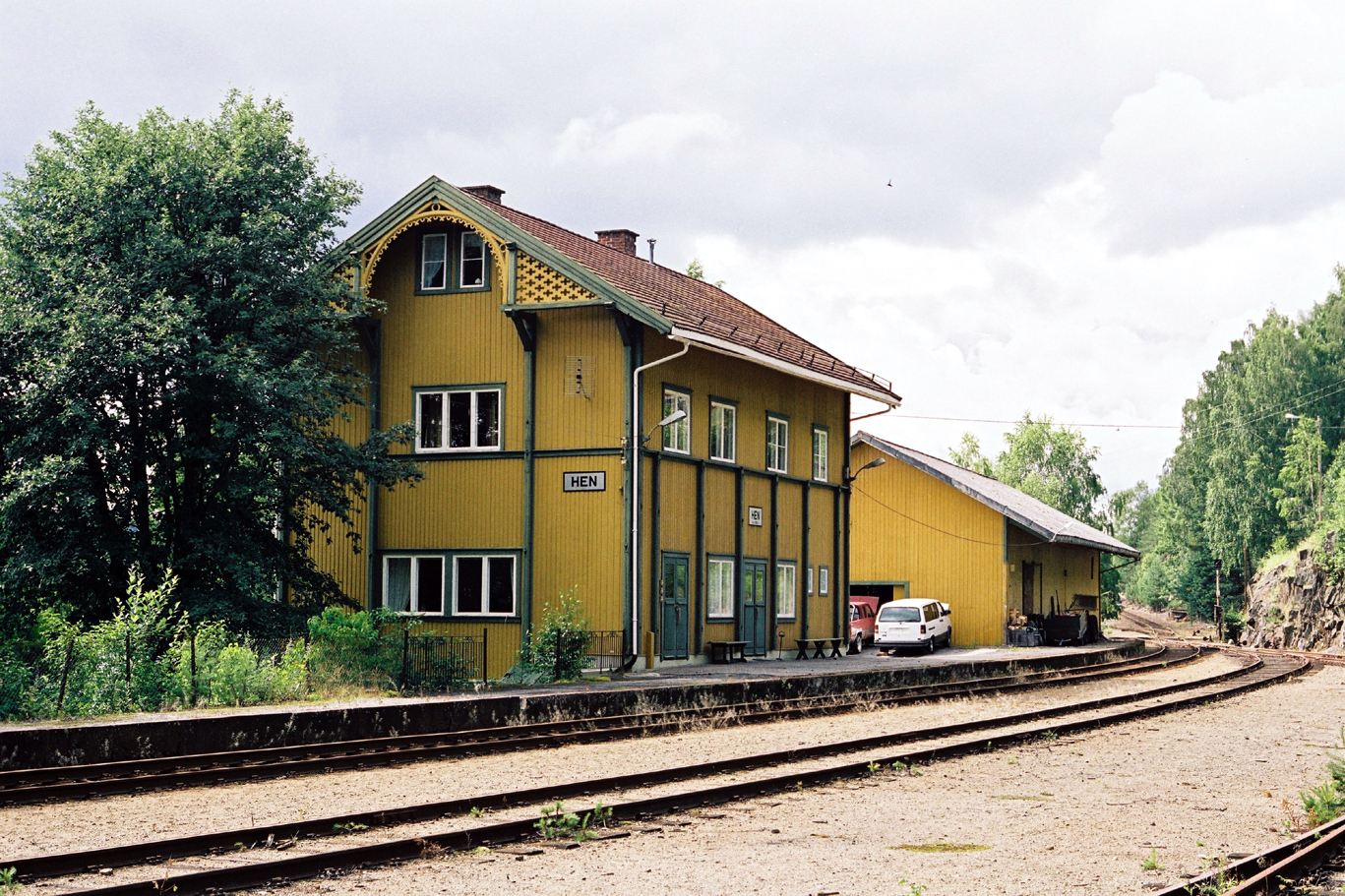
La gare de Hen (2007).
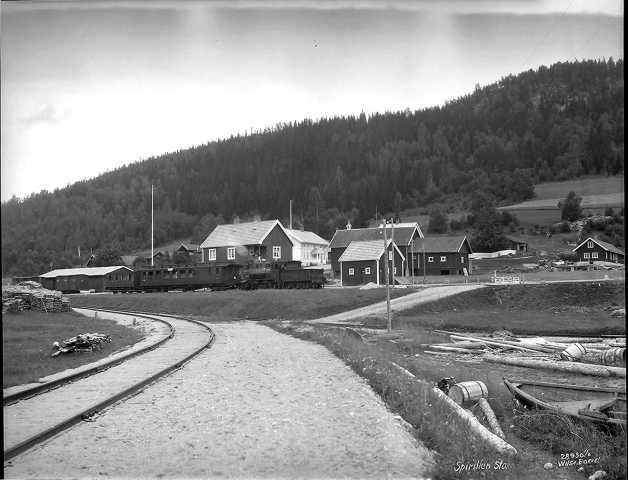
La gare de Finsand en 1926.
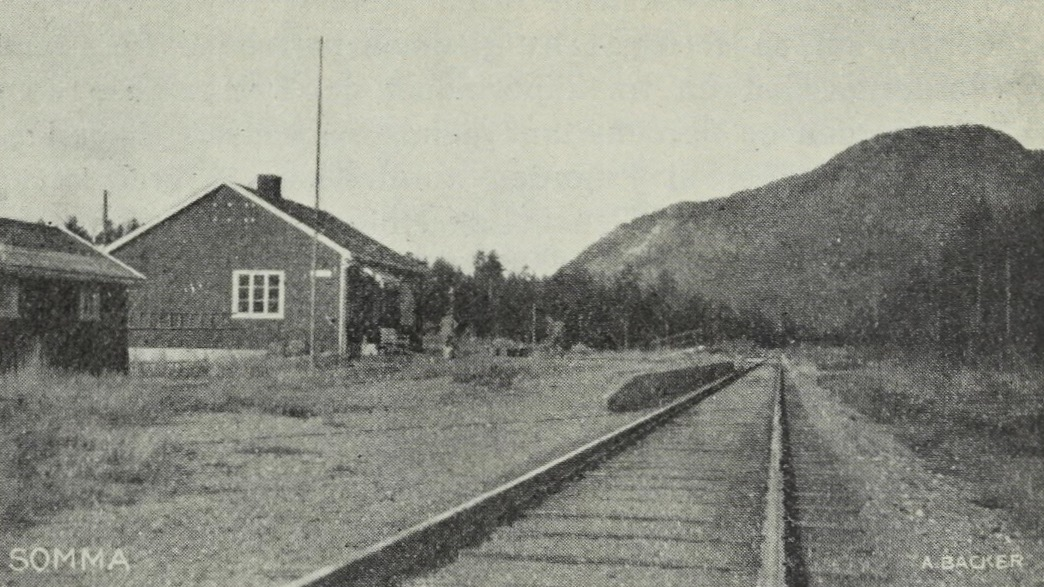
Gare de Somma (avant 1932).